# 畠山義隆
畠山 義隆（はたけやま よしたか）は、能登国の戦国大名。能登畠山氏の当主。七尾城城主。

## 生涯
畠山義綱の嫡子として誕生（『長尾家譜』では長男）。母は六角義賢の娘。異母兄・二本松義有（伊賀守）は、妾腹のため二男とされた。弟に随林。
永禄8年（1565年）3月、父・義綱の後継を巡って家中が分かれる。義綱と重臣・遊佐続光らは、異母兄・義有を擁立しようとし、これに対して、飯川義宗（肥前守）や長続連らは正室の子である義隆を支持した。
同年4月、父・義綱は、後継者問題や自身の行状のこともあり、家臣によって能登を追われ、越後国の上杉謙信を頼った。以後、義綱は、上杉氏の援助により、複数回にわたり七尾城復帰を目指すことになる。
義隆は重臣に擁立され、13歳で七尾城主となった。
天正2年（1574年）7月12日、遊佐続光により毒殺された（『本朝通鑑』ほか）（「栃尾市史資料」では、天正4年（1576年）としている）。
19歳（一説に18歳）。法号は幽徳院殿宗栄大禅定門。
このとき2歳だった息子・春王丸（義春?）が跡を継いだ。
天正5年（1577年）9月、上杉謙信は、七尾城を落とした後、義隆の未亡人・三条氏を上野国厩橋城城主・北条高広（北条景広?）に再嫁させた。その際、謙信は「出家の身分として世話如何と思えど」との言葉を残している。

## 異説
- 永禄9年（1566年）、父・義綱と祖父・義続が重臣によって追放され、兄とされる義慶が家督を継ぐと、二本松氏を名乗って兄の補佐役を務めたとも言われる（若年の義隆が実際に兄を補佐できたかどうかは疑問である）。
- 義隆と義慶は同一人物説もある。しかし、上杉家の史料に「義高」と表記しているものもあり、別人の可能性も否定できない。